# Николаевский сельсовет (Тамбовский район)
Никола́евский сельсове́т — сельское поселение в Тамбовском районе Амурской области.
Административный центр — село Николаевка.

## История
11 июня 2005 года в соответствии с Законом Амурской области № 29-ОЗ муниципальное образование наделено статусом сельского поселения.

## Население
| 2002 | 2010  | 2011  | 2012  | 2013  | 2014  | 2015 |
| ---- | ----- | ----- | ----- | ----- | ----- | ---- |
| 1250 | ↘1053 | →1053 | ↗1089 | ↘1088 | ↘1042 | ↘985 |
| 2016 | 2017  | 2018  | 2021  |       |       |      |
| ↘960 | ↘933  | ↘928  | ↘908  |       |       |      |

## Состав сельского поселения
| № | Населённый пункт | Тип населённого пункта       | Население |
| - | ---------------- | ---------------------------- | --------- |
| 1 | Николаевка       | село, административный центр | ↘908      |